# 自由表面

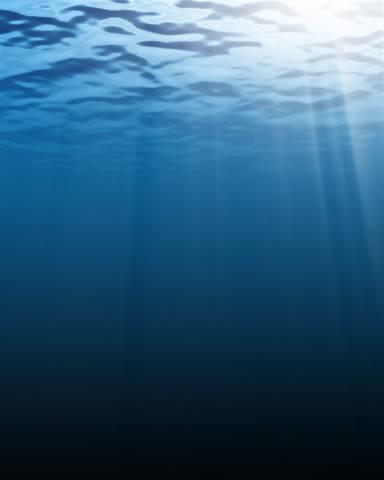
自水面下觀察，海水的自由表面

在物理学中，自由表面是在恒定垂直方向的应力和零平行方向的剪应力作用下的流体表面，
诸如两种流体之间的边界，例如液态水和在大气层中的空气。气体不能在其自身形成自由表面。
在重力场中的液体在没有约束的条件下会形成一个自由表面。在机械平衡状态这个自由表面一定与作用在液体上的力垂直。如果不这样的话，将会存在一个沿着曲面方向的力，并且液体会沿着这个方向流动。因此，在地球表面，所有液体的自由表面是水平面，除非有其他的外界干扰（除了附近有固体掉落到液体之中，这时表面张力会使界面局部发生扭曲）。